# Tabuk
Tabuk es la capital de la provincia de Calinga en Filipinas.
La gente de la ciudad es una combinación de culturas diferentes. La ciudad es un foco de actividad económica para las áreas lejanas de Calinga. Mercantes de Pangasinán y provincias vecinas vienen a la ciudad para comprar y vender arroz, que es el producto principal de Calinga.

## Barangayes
Tabuk se divide a 42 barangayes.
| - Agbannawag - Amlao - Appas - Bagumbayan - Balawag - Balong - Bantay - Bulanao - Bulanao Norte - Cabaritan - Cabaruan - Calaccad - Calanan - Dilag | - Dupag - Gobgob - Guilayon - Ipil - Lanna - Laya East - Laya West - Lucog - Magnao - Magsaysay - Malalao - Masablang - Nambaran - Nambucayan | - Naneng - Dagupan Centro (Población) - San Juan - Suyang - Tuga - Bado Dangwa - Bulo - Casigayan - Cudal - Dagupan Oeste - Lacnog - Malin-awa - New Tanglag - San Julián |